# Alexander Echenique
José Alexander Echenique Gomez (ur. 11 listopada 1971) – wenezuelski piłkarz występujący na pozycji obrońcy. Uczestnik turniejów Copa América 1993 oraz 1997.